# Zabshali
Le Zabshali est une région de l'Iran ancien, associée à l'Élam dans les sources mésopotamiennes de la fin du IIIe millénaire av. J.-C.
Le Zabshali est mentionné dans les textes de la Troisième Dynastie d'Ur comme un puissant royaume se trouvant dans la région du Zagros central. Il semble même d'après un texte que sa frontière nord atteignait les rives de la mer Caspienne. D'autres textes l'identifient comme faisant partie de la région du Simashki. On a parfois proposé de voir dans le Zabshali le royaume le plus puissant de ce territoire, que ces rois auraient unifié avant de dominer tout l'Élam sous le nom de "rois de Simashki".
Il apparaît en tout cas que ce royaume est en relation tantôt pacifiques, tantôt belliqueuses avec les rois d'Ur qui dominent la Mésopotamie au XXIe siècle, comme les autres rois du Plateau iranien d'Anshan ou du Marhashi. Shoulgi et Shu-Sin se vantent d'avoir vaincu le Zabshali, tandis que Ibbi-Sin marie sa fille à son roi. Quand ils sont soumis aux rois d'Ur, les rois du Zabshali versent un tribut à ceux-ci. 
Par la suite le Zabshali n'est plus mentionné dans les textes, tandis qu'une dynastie dite de Simashki prend le pouvoir en Élam. Cela peut renforcer l'idée selon laquelle le Zabshali domine le Simashki, mais peut aussi signifier qu'il est incorporé à cet ensemble.